# Taylor Township (Illinois)
Taylor Township est un township du comté d'Ogle dans l'Illinois, aux États-Unis,. Le township est fondé le 6 novembre 1849.

## Source de la traduction
- (en) Cet article est partiellement ou en totalité issu de l’article de Wikipédia en anglais intitulé « Taylor Township, Ogle County, Illinois » (voir la liste des auteurs).